# Acrostalagmus galeoides
Acrostalagmus galeoides är en svampart som beskrevs av A.L. Sm. 1907. Acrostalagmus galeoides ingår i släktet Acrostalagmus och familjen Hypocreaceae.   Inga underarter finns listade i Catalogue of Life.